# ドローレス・ベレス・ブラボー
ドローレス・ベレス・ブラボー（Dolores Velez Bravo、1907年11月21日 - 2021年10月12日）は、エクアドルのスーパーセンテナリアン。存命時にはD.V.B.の名前で知られていた。

## 人物
1907年11月21日、エクアドル・クエンカに生まれる。
2021年10月12日に死去。113歳325日没。
2021年12月14日に年齢が検証される。